# زيد بن وهب
أبو سليمان زيد بن وهب الجهني (المتوفي سنة 83 هـ) تابعي كوفي، وأحد رواة الحديث النبوي.

## سيرته
أسلم أبو سليمان زيد بن وهب الجُهني في زمن النبي محمد، وارتحل إلى لقاء النبي محمد ومصاحبته، إلا أن النبي محمد مات وزيد في الطريق. شارك زيد في الفتح الإسلامي لفارس، وغزا أذربيجان في خلافة عمر بن الخطاب، ثم استقر في الكوفة، ودرس على يد الصحابة الذين استقروا فيها، وقرأ القرآن على عبد الله بن مسعود. وبعد فتنة مقتل عثمان، انضم إلى جيش علي بن أبي طالب، وشهد معه الجمل وصفين والنهروان.
توفي زيد بن وهب الجهني سنة 83 هـ بعد وقعة دير الجماجم في ولاية الحجاج بن يوسف الثقفي على العراق.

## روايته للحديث النبوي
- روى عن: عمر بن الخطاب وعلي بن أبي طالب وعبد الله بن مسعود وأبي ذر الغفاري وحذيفة بن اليمان[1] والبراء بن عازب وثابت بن وديعة وجرير بن عبد الله البجلي وزيد بن أرقم وعبد الله بن عكيم وعبد الرحمن بن حسنة وعبد الرحمن بن عبد رب الكعبة وعثمان بن عفان وعطية بن عامر وأبي الدرداء وأبي موسى الأشعري.[2]
- روى عنه: حبيب بن أبي ثابت وعبد العزيز بن رفيع وحصين بن عبد الرحمن وسليمان بن مهران الأعمش وإسماعيل بن أبي خالد[1] وبلال (أحد شيوخ شعبة بن الحجاج) وأبو المقدام ثابت بن هرمز الحداد والحارث بن حصيرة وحبيب بن حسان والحسن بن عبيد الله والحكم بن عتيبة وحماد بن أبي سليمان وسلمة بن كهيل والصلت بن بهرام وطارق بن عبد الرحمن وطلحة بن مصرف وعبد الرحمن بن الأصبهاني وعبد الملك بن ميسرة وعثمان بن المغيرة الثقفي وعدي بن ثابت وعريف بن درهم وأبو إسحاق السبيعي وعيسى بن عبد الله بن مالك ومنصور بن المعتمر ومهاجر أبو الحسن وموسى الجهني.[2]
- الجرح والتعديل: قال سليمان بن مهران الأعمش: «إذا حدثك زيد بن وهب عن أحد، فكأنك سمعته من الذي حدثك عنه»،[2] وقال ابن سعد: «كان ثقة كثير الحديث»،[3] وقد وثّقه يحيى بن معين وعبد الرحمن بن يوسف بن خراش، كما روى له الجماعة.[2]